# Gloria (2013)
Gloria ist eine chilenische Tragikomödie des Regisseurs Sebastián Lelio mit Paulina García in der Hauptrolle. Der Film zeigt den Umgang geschiedener Menschen mit der Liebe an der Grenze zum Alter.
Der Film wurde im Wettbewerb der 63. Internationalen Filmfestspiele von Berlin mit dem Silbernen Bären für die beste Darstellerin ausgezeichnet.

## Handlung
Gloria, 58, Mutter von zwei erwachsenen Kindern und seit 10 Jahren geschieden, will sich nicht mit dem Alt- und Alleinsein abfinden. Deshalb geht sie häufig zum Tanzen auf Single-Partys. Obwohl sie dort häufig enttäuscht wird, trifft sie auf Rodolfo mit dem sie eine leidenschaftliche Affäre beginnt. Rodolfo ist einige Jahre älter als Gloria, seit einem Jahr geschieden und hat zwei ebenfalls erwachsene Töchter. Diese nehmen wenig Rücksicht auf Rodolfo, stören immer wieder durch Telefonanrufe, und er macht auch keine Versuche, sich abzugrenzen, und verteidigt seine Haltung, als Gloria sich irritiert zeigt.
Rodolfo zeigt Gloria Teile seines Lebens, so den von ihm betriebenen Vergnügungspark Vertigo, in dem es auch eine Paintball-Anlage gibt. Bei einem Essen mit Freunden Glorias erweist sich Rodolfo als Anhänger der chilenischen Militärdiktatur, im Gegensatz zu einem der Freunde, der der Zeit vor der Militärdiktatur nachtrauert. Bei der Geburtstagsfeier des Sohns Glorias lernt Rodolfo ihre Familie und ihren geschiedenen Ehemann kennen. Rodolfo berichtet von seiner früheren Tätigkeit bei der Marine, und dass er seine erwachsenen Töchter wie auch seine geschiedene Frau weiterhin finanziell unterstützt. Als Glorias Kinder ein Foto von ihr zusammen mit ihrem geschiedenen Ehemann machen, verlässt Rodolfo unbemerkt die Feier.
Gloria, die entdeckt, dass sie nicht mehr so gut sieht, besucht einen Augenarzt, der ein Glaukom diagnostiziert und Augentropfen verordnet, die sie den Rest ihres Lebens nehmen muss. Störungen durch Rodolfo bei der Arbeit versucht Gloria zu unterbinden. Zur Versöhnung lädt Rudolfo Gloria in ein Glücksspiel-Resort ein. Als sie auf ihr Zimmer kommen, ruft eine Tochter Rodolfos an und teilt mit, ihre Mutter hätte einen Unfall gehabt, und er müsse dringend helfen. Da dies nur ein letzter Punkt in einer langen Reihe von Störungen und Unselbständigkeiten Rodolfos ist, nimmt Gloria ihre Sachen und will gehen. An der Tür stehend entscheidet sie sich um und entkleidet sich zum leidenschaftlichen Versöhnungssex.
Später beim gemeinsamen Abendessen, verlässt Rodolfo Gloria, unter der Vorspiegelung, er käme gleich wieder zurück. Die enttäuschte Gloria stürzt sich in das Nachtleben und erwacht völlig verkatert morgens am Strand. Wieder zu Hause, beschließt Gloria, mit Rodolfo Schluss zu machen. Sie sucht sein Zuhause auf und beschießt ihn und sein Haus mit Paintballs.
Ihre Tochter, die von einem Schweden schwanger ist, verlässt Chile. Zum Ende des Films findet sich Gloria auf einer Hochzeitsfeier einer befreundeten Familie wieder und will nicht wieder tanzen. Doch als das Lied Gloria von Umberto Tozzi gespielt wird, geht sie wieder auf die Tanzfläche.

## Auszeichnungen
- Berlinale 2013: Darstellerpreis für Paulina García

## Rezeption
„Ein ebenso feinfühliges wie unterhaltsames Frauenporträt, das zwischen sanftem Humor und Melancholie changiert und einen genauen Blick auf die Lebensverhältnisse der Protagonistin an den Rändern zu einem Panorama eines gesellschaftlichen Klimas weitet, das den Wandel bestehender Verhältnisse herbeisehnt.“